# Дворец Лихтенштейнов на Фюрстенгассе
О городской резиденции см. Дворец Лихтенштейнов на Банкгассе

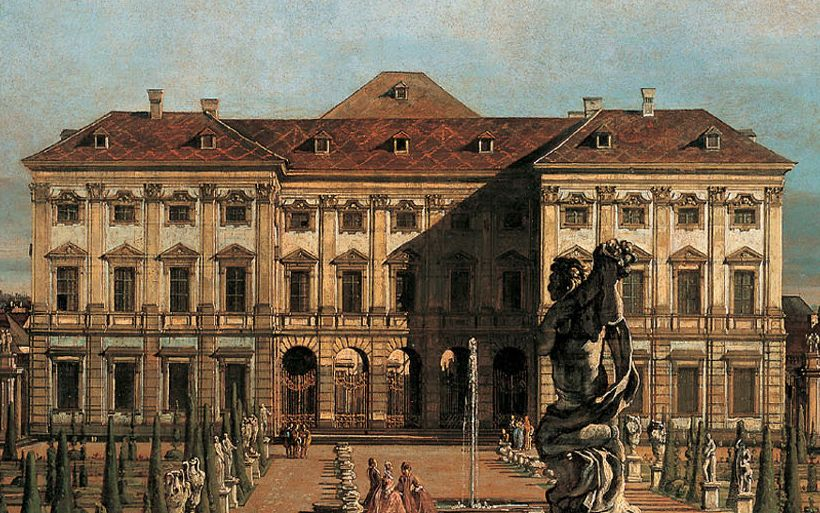
Лихтенштейнский дворец на ведуте Б. Белотто

Загородный дворец Лихтенштейнов, называемый Садовым (Gartenpalais) — дворец в стиле барокко, принадлежащий княжескому роду Лихтенштейнов. Расположен в Альзергрунде — 9-м районе Вены. Здесь помещается художественная коллекция Лихтенштейнов.

## История
В 1687 году князь Ханс Адам I фон Лихтенштейн купил у графа Вейкхарда фон Ауэршперга сад в Роззау. В южной части земли князь построил дворец, на севере он создал пивоварню и помещичьи земли, на которых вырос венский район Лихтенталь.
В 1688 году был объявлен конкурс на проект дворца, среди участников этого соревнования был и Иоганн Бернхард Фишер фон Эрлах. Однако его ажурный, но малофункциональный  (нем. durchlässiges) проект дворца был отвергнут князем. Конкурс выиграл Доменико Эджидио Росси, но уже в 1692 его проект был заменён проектом Доменико Мартинелли. Строительство было завершено в 1700 году.
С 1805 по 1938 годы в этом дворце размещалась семейная коллекция, открытая для публичного просмотра. В 80-х и 90-х годах XX века дворец сдавался в аренду музею современного искусства, который в 2001 году переехал в новое помещение. С 29 марта 2004 года по 2011 год во дворце действовал музей Лихтенштейнов, чья коллекция включает картины и скульптуры четырёх столетий.